# スミス郡 (テキサス州)
スミス郡（英: Smith County）は、アメリカ合衆国テキサス州に位置する郡である。人口は23万3479人（2020年）。郡庁所在地はタイラーである。スミス郡はテキサス革命の将軍、ジェームズ・スミスの名を取って命名された。

## 地理
アメリカ合衆国統計局によると、この郡は総面積2,459 km2 (949 mi2) である。このうち2,404 km2 (928 mi2) が陸地で55 km2 (21 mi2) が水地域である。総面積の2.22%は水地域となっている。

### 隣接する郡
- ウッド郡 (北)
- アップシャー郡 (北東)
- グレッグ郡 (東)
- ラスク郡 (南東)
- チェロキー郡 (南)
- ヘンダーソン郡 (南西)
- バンザント郡 (北西)

### 道路及び高速道路
- 州間高速道路20号線
- w:U.S. Highway 69
- w:U.S. Highway 80 (1マイル以下)
- w:U.S. Highway 271 (終点)

## 人口動勢

2000年国勢調査に基づくスミス郡の人口ピラミッド

2000年国勢調査で、この郡は人口174,706人、65,692世帯、及び46,904家族が暮らしている。人口密度は73/km2 (188/mi2) である。30/km2 (77/mi2) の平均的な密度に71,701軒の住宅が建っている。この郡の人種的な構成は白人72.61%、アフリカン・アメリカン19.06%、先住民0.43%、アジア0.70%、太平洋諸島系0.03%、その他の人種5.74%、及び混血1.44%である。ここの人口の11.17%はヒスパニックまたはラテン系である。
この郡内の住民は26.60%が18歳未満の未成年、18歳以上24歳以下が9.80%、25歳以上44歳以下が27.40%、45歳以上64歳以下が22.10%、及び65歳以上が14.10%にわたっている。中央値年齢は36歳である。女性100人ごとに対して男性は92.10人である。18歳以上の女性100人ごとに対して男性は87.90人である。
この郡内の世帯ごとの平均的な収入は37,148米ドルであり、家族ごとの平均的な収入は44,534米ドルである。男性は32,451米ドルに対して女性は22,351米ドルの平均的な収入がある。この郡の一人当たりの収入 (per capita income) は19,072米ドルである。人口の13.80%及び家族の10.20%は貧困線以下である。全人口のうち18歳未満の18.40%及び65歳以上の10.80%は貧困線以下の生活を送っている。

## 都市及び町
- タイラー（郡庁所在地）
- ニューチャペルヒル
- ホワイトハウス
- Arp
- Bullard (チェロキー郡内に一部)
- Lindale
- Noonday
- Troup (チェロキー郡内に一部)
- Winona